# Benedikt Hauser
Benedikt Hauser (* 7. Juli 1964 in Bad Godesberg) ist ein deutscher Politiker (CDU).

## Ausbildung und Leben
Benedikt Hauser studierte nach dem Abitur am Bad Godesberger Aloisiuskolleg Rechtswissenschaften an der Universität Bonn und schloss das Studium als Volljurist ab. Er arbeitet als leitender Angestellter bei der Regionalverkehr Köln GmbH (RVK). Benedikt Hauser ist verheiratet und hat zwei Söhne. Er stammt aus einer christdemokratischen Politikerfamilie: Sein Vater ist Alo Hauser, Halbonkel ist Norbert Hauser.

## Politische Aktivität
Seit 1994 ist Benedikt Hauser Mitglied des Bonner Stadtrats und war von 2002 bis 2010 Vorsitzender der dortigen CDU-Fraktion. 2009 trat er als Spitzenkandidat für den Stadtrat an, er gewann seinen Sitz im Stadtrat per Direktmandat im Wahlkreis 24 (Bad Godesberg-Mitte).
Bei der Landtagswahl in Nordrhein-Westfalen 2010 trat Hauser erstmals für den Landtag an. Mit 38,50 Prozent der Erststimmen (gegenüber 32,57 Prozent für SPD-Kandidatin Renate Hendricks) konnte er das Direktmandat im Landtagswahlkreis Bonn II für sich entscheiden und gehörte dem 15. Landtag von Nordrhein-Westfalen an. Im Jahr 2012 verlor er mit 33,15 Prozent sein Mandat bei der  vorgezogenen Landtagswahl an Renate Hendricks (37,30 Prozent).